# Европско првенство у атлетици на отвореном 1962 — 100 метара за жене
Такмичење у трчању на 100 метара у женској конкуренцији на 7. Европском првенству у атлетици 1962. одржано је 12. и 13. септембра у Београду на стадиону ЈНА.
Титулу освојену у Стокхолму 1958, није бранила Хедер Јанг из Уједињеног Краљевства

## Земље учеснице
Учествовало је 19 такмичарки из 10 земаља. 
1. Белгија (1)
2. Бугарска (1)
3. Италија (1)
4. Југославија (1)
5. Мађарска (3)
6. Немачка (3)
7. Пољска (3)
8. СССР (2)
9. Уједињено Краљевство (3)
10. Француска (1)

## Рекорди
| Рекорди пре почетка Европског првенства 1962.     | Рекорди пре почетка Европског првенства 1962. | Рекорди пре почетка Европског првенства 1962. | Рекорди пре почетка Европског првенства 1962. | Рекорди пре почетка Европског првенства 1962. | Рекорди пре почетка Европског првенства 1962. |
| ------------------------------------------------- | --------------------------------------------- | --------------------------------------------- | --------------------------------------------- | --------------------------------------------- | --------------------------------------------- |
| Светски рекорд                                    | Вилма Рудолф                                  | Сједињене Државе                              | 11,2                                          | Штутгарт, Западна Немачка                     | 19. јул 1961.                                 |
| Европски рекорд                                   | Вера Крепкина                                 | Совјетски Савез                               | 11,3                                          | Кијев, СССР                                   | 13. септембар 1958.                           |
| Рекорди европских првенстава                      | Хедер Јанг                                    | Велика Британија                              | 11,06                                         | Стокхолм, Шведска                             | 21. август 1958.                              |
| Рекорди после завршетка Европског првенства 1962. |                                               |                                               |                                               |                                               |                                               |
| Рекорди европских првенстава                      | Јута Хајне                                    | Немачка                                       | 11,05                                         | Београд, Југославија                          | 12. септембар 1962.                           |
| Рекорди европских првенстава                      | Јута Хајне                                    | Немачка                                       | 11,04                                         | Београд, Југославија                          | 13. септембар 1962.                           |

## Освајачи медаља
|                                    |                    |                     |
| Дороти Хајман Уједињено Краљевство | Јута Хајне Немачка | Тереса Ћепли Пољска |

## Сатница
| Датум         | Време | Коло          |
| ------------- | ----- | ------------- |
| 12. септембар | 19:50 | Квалификације |
| 13. септембар |       | Полуфинале    |
| 13. септембар |       | Финале        |

## Резултати

### Квалификације
У квалификацијама такмичарке су биле подељене у четири групе. За полуфинале су се квалификовале по 3 прволасиране из све четири групе (КВ).
Ветар: 1. гр. -0,2 м/с, 2. гр. -03 м/с, 3. гр. -0,5 м/с, 4. гр. -0,9 м/с
| Пласман | Група | Такмичарка             | Земља                | Резултат | Белешке |
| ------- | ----- | ---------------------- | -------------------- | -------- | ------- |
| 1.      | 2     | Јута Хајне             | Немачка              | 11,05    | КВ, РЕП |
| 2.      | 3     | Дороти Хајман          | Уједињено Краљевство | 11,06    | КВ      |
| 3.      | 2     | Халина Горецка         | Источна Немачка      | 11,07    | КВ      |
| 4.      | 2     | Маргит Марко           | Мађарска             | 11,8     | КВ      |
| 4.      | 3     | Тереса Ћепли           | Пољска               | 11,8     | КВ      |
| 6.      | 1     | Ханелоре Репке         | Немачка              | 11,9     | КВ      |
| 6.      | 1     | Галина Попова          | СССР                 | 11,9     | КВ      |
| 6.      | 3     | Људмила Мотина         | СССР                 | 11,9     | КВ      |
| 9.      | 1     | Ержебет Хелт           | Мађарска             | 12,00    | КВ      |
| 9.      | 4     | Елзбиета Широка        | Пољска               | 12,00    | КВ      |
| 9.      | 4     | Марта Прензбергер      | Немачка              | 12,00    | КВ      |
| 9.      | 2     | Медлин Коб             | Уједињено Краљевство | 12,00    |         |
| 13.     | 1     | Зденка Коленц-Лесковац | Југославија          | 12,01    |         |
| 13.     | 3     | Данијела Спалмани      | Италија              | 12,01    |         |
| 13.     | 4     | Дафни Арден            | Уједињено Краљевство | 12,01    | КВ      |
| 16.     | 1     | Мишел Даваз            | Француска            | 12,02    |         |
| 16.     | 3     | Веселина Коларова      | Бугарска             | 12,02    |         |
| 16.     | 4     | Терез Бата             | Мађарска             | 12,02    |         |
| 19.     | 2     | Терезе Шуреман         | Белгија              | 13,00    |         |

### Полуфинале
У полуфиналу такмичарке су биле подељене у две групе. За финале су се квалификовале прве три из обе групе (КВ).
Ветар 1. пф. 0,8 м/с, 2. пф. 0,6 м/с
| Пласман | Група | Такмичарка        | Земља                | Резултат | Белешке |
| ------- | ----- | ----------------- | -------------------- | -------- | ------- |
| 1.      | 1     | Јута Хајне        | Немачка              | 11,04    | КВ, РЕП |
| 2.      | 1     | Тереса Ћепли      | Пољска               | 11,6     | КВ      |
| 2.      | 2     | Дороти Хајман     | Уједињено Краљевство | 11,6     | КВ      |
| 4.      | 1     | Дафни Арден       | Уједињено Краљевство | 11,7     | КВ      |
| 4.      | 2     | Елзбиета Широка   | Пољска               | 11,7     | КВ      |
| 4.      | 2     | Ханелоре Репке    | Немачка              | 11,7     | КВ      |
| 7.      | 1     | Галина Попова     | СССР                 | 11,8     |         |
| 7.      | 2     | Марта Прензбергер | Немачка              | 11,8     |         |
| 9.      | 2     | Људмила Мотина    | СССР                 | 11,9     |         |
| 10.     | 1     | Ержебет Хелт      | Мађарска             | 12,0     |         |
| 10.     | 2     | Халина Горецка    | Пољска               | 12,0     |         |
| 12.     | 1     | Маргит Марко      | Мађарска             | 12,6     |         |

### Финале
Ветар: 2,3 м/с
| Пласман | Такмичарка      | Земља                | Резултат | Белешке |
| ------- | --------------- | -------------------- | -------- | ------- |
|         | Дороти Хајман   | Уједињено Краљевство | 11,3     |         |
|         | Јута Хајне      | Немачка              | 11,3     |         |
|         | Тереса Ћепли    | Пољска               | 11,4     |         |
| 4.      | Дафни Арден     | Уједињено Краљевство | 11,5     |         |
| 5.      | Ханелоре Репке  | Немачка              | 11,6     |         |
| 6.      | Елзбиета Широка | Пољска               | 11,8     |         |